# جمجمة بلورية

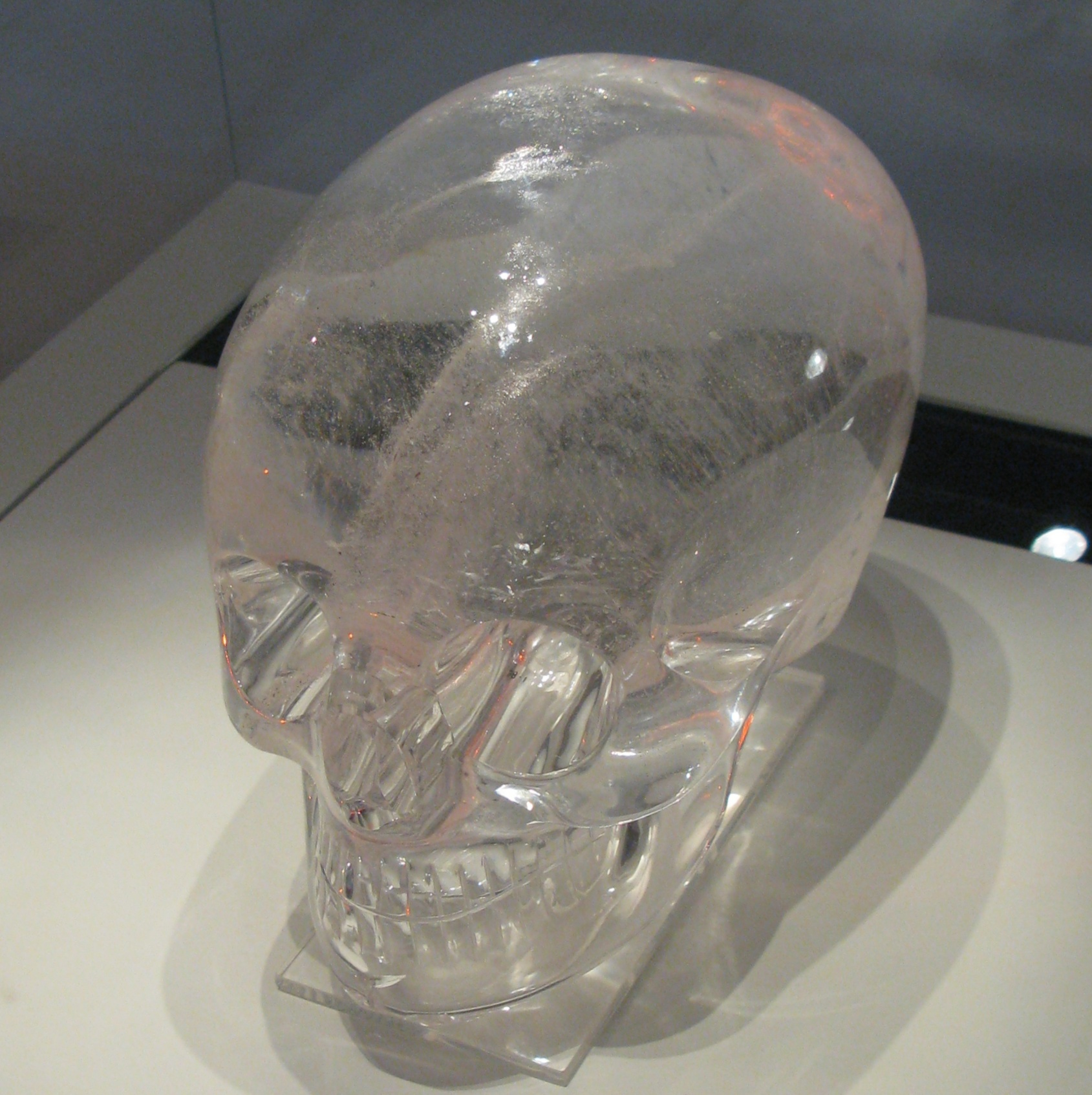
جمجمة بلورية في المتحف البريطاني.

الجمجمة البلوريّة هي عدد من الأشكال الشبيهة بالجماجم البشرية والتي صنعت من قوالب المرو (الكوارتز) الحجرية. مصدرها أمريكا والتي يزعم أنها وجدت قبل الاستيطان الكلومبي للقارة.
توجد من هذه الجماجم في المتحف البريطاني ومتحف كواي برانلي في باريس ومتحف سيمثسونيان الأمريكي.
ولكن بعد اقل من ثلاثة أشهر من اكتشاف متحف كواي برانلي في باريس ان جمجمة الكريستال التي كان يعتقد انها قطعة فنية نادرة أبدعتهاحضارة الازتيك في أمريكا الاتينية، ليست سوى قطعة مزورة، جاء الدور الآن على المتحف البريطاني ومتحف سيمثسونيان الأمريكي ليعلنان انهما كانا ضحيتين لأكذوبة الجماجم الكريستالية.
وقال علماء من المتحفين المرموقين ان الجماجم من الكريستال التي يضمها المتحفان قطعت وشحذت وصقلت بأدوات من عصر الصنعة، وليس على يد حرفيي الحضارة الأمريكية الجنوبية البائدة.
وقال بيان علماء المتحفين: ((الجماجم محل الدراسة لا تنتمي إلى عصر ما قبل كولمبوس.ومن المؤكد انها نتاج صناعة حديثة نسبيآ)).
واضاف ((كل جمجمة منها صنعت قبل بيعها لأول مرة بعقد من الزمان على أقصى تقدير)).
وكانت الجماجم من أهم مقتنيات المتحاف الثلاثة قبل فترة طويلة جدآ من إنتاج فيلم انديانا جونز، ((مملكة الجماجم الكريستالية)).
وتقول خرافات الثقافات القديمة في أمريكا الاتينية ان هذه الجماجم جانب من مجموعة من 12 جمجمة، تمتلك قوى خارقة بما في ذلك القدرة على الشفاء.
وتذهب إحدى الخرافات إلى ان تجميع الاثنتي عشرة جمجمة، إلى جانب جمجمة ثالثة عشر مزعومة، سيستحضر قوة هائلة ستحول دون انقلاب الأرض في 21 ديسمبر 2012، يوم القيامة وفقآ لتقويم حضارة المايا المندثرة.
ولكن عشاق الخرفات صدموا في 18 أبريل 2008 عندما أعلن متحف كواي برانلي في انه اكتشف وجود ثقوب وثلوم في جمجمته الكوارتز التي يبلغ ارتفاعها 11 سنتيمترآ تشير إلى استخدام: ((مثقاب مجوهرات وادوات حديثة أخرى)).
واثيرت الشكوك ايضآ حول جماجم لندن وواشنطن، حيث لاحظ خبراء الفن انها كانت كبيرة نسبيآ وعلامات الاسنان خطية على نحو أستثنائي.
ومن اجل الاستئناس برأي العلم، فحص علماء المتحفين الجماجم بميكروسكوبات إلكترونية، ودققوا النظر في الخدوش والعلامات التي خلفها الحرفيون الذين صنعوا هذه القطع.
وقورنت هذه الآثار بسطوح الأقداح الكريستالية، وعقود الكريستال الصخري، وعشرات من قطع المجوهرات المصنوعة من الحجر الأخضر التي تعود لحضارة الآزتيك.
ونشر العلماء نتائج دراستهم في دورية the Journal of Archaeolobical Science.
والجمجمة الكريستالية في المتحف البريطاني التي تم شراؤها في العام 1897، مصنوعة من الكريستال الصخري الشفاف وارتفاعها 15 سنتيمترآ. أما جمجمة متحف السيمثسونيان التي اقتناها المتحف في عام 1992، فهي مصنوعة من الكوراتز الأبيض وارتفاعها 25,5 سنتيمترآ.
واكتشف الباحثون ان حجر جلخ استخدم لصقل جمجمة المتحف البريطاني، وان مثقابآ هو الذي حفر العينين وثقبي الانف، وان الماس أو الكوروندوم قد استخدم مع اداوت مصنوعة من الحديد أو الصلب لتنعيم سطوحها الخارجية.
أما بالنسبة لجمجمة متحف السميثوسنيان في الولايات المتحدة، فأن الأدوات الحديثة تركت بصماتها عليها أيضآ، خاصة حجر الجلخ.
ولم يعثر العلماء أبدآ على ما يدل ان الحجر الجلخ قد استخدم لتشكيل الصخور في أمريكا الوسطى قبل وصول الاوربيين.
واكتشف العلماء أيضآ في هذه الجمجمة بقايا مادة سوداء وحمراء في فجوة دقيقة فيها. وبعد فحصها بالأشعة السينية، تبين ان هذه المادة هي كاربيد السيليكون، وهي مادة صلبة لا توجد الا في الطبيعة في الاحجار النيزكية، ويشيع استخدامها في أدوات الكشط الصناعية الحديثة.
ومن دراسة النتوءات في حجر الكوارتز، ذهب العلماء الي ان جمجمة لندن ربما جاءت من خام مستخرج من جبال الألب الأوربية أو البرازيل أو مدغشقر، بينما يمكن أن يكون خام جمجمة واشنطن جاء من مصادر عديدة محتملة، بما في ذلك المكسيك والولايات المتحدة.
وشمل بحث العلماء دراسة أرشيفات المتحفين، ومتحف الجنس البشري في باريس، والمكتبة الوطنية الفرنسية، والجمعية الإسبانية للأمريكتين، إلى جانب أرشيفات صحف عديدة، على أمل أن يكتشفوا من أين جاءت الجماجم.
أشارت الوثيقة الوحيدة المتعلقة بجمجمة واشنطن إلى أنها أشتريت من مكسيكو سيتي في العام 1960، ويعتقد العلماءأن: ((الجمجمة صنعت على الارجح قبل فترة وجيزة من شرائها)). أما بالنسبة إلى جمجمتي المتحف البريطاني ومتحف كواي براندلي، فأن الوثائق قادت إلى جامع تحف فرنسي اسمه إيوجين بوبان دورفرج.
وكان بوبان يمتلك متجرآ في مكسيكو سيتي وشق طريقه إلى صالونات باريس بفضل ((التدخل الفرنسي)) في 1863-1867، عندما غزت قوات الامبراطورية الفرنسية الثانية المكسيك.
وقد بنى مجموعة من 2000 قطعة فنية تعود إلى عصور ما قبل كولمبوس، وكانت المجموعة الأكبر في أوروبا في ذلك الوقت. وضمت مجموعته عدة جماجم كريستالية، بما في ذلك الجمجمتان المزورتان في المتحفين البريطاني والفرنسي. وقالت الدراسة ان بوبان اقتنى الجمجمة التي وصلت في نهاية المطاف إلى المتحف البريطاني بين العامين 1878 و 1881، وربما اشتراها في أوروبا. وفي العام 1885، حاول بيعها لمتحف المكسيك الوطني، لكن محاولته باءت بالفشل.
وفي العام التالي، باعها بوبان في مزاد علني إلى متجر مجوهرات تيفاني في نيويورك.
وبعد عامين، باع متجر تيفاني الجمجمة إلى رجل أعمال في كاليفورنيا، لكن هذا الرجل أفلس بعد عامين، وطلب من تيفاني أن يجد مشتريآ للجمجمة.
وهكذا، فإن نائب رئيس تيفاني، جورج كونز، هو الذي عرضها على المتحف البريطاني.
واقترح على المتحف شراء ((هذه القطعة الرائعة))، التي انتقلت ملكيتها بين أياد عدة، بدءا بالجندي الإسباني الذي جاء بها من المكسيك. واستند في عرضه إلى آراء خبراء عديدين أجمعوا على ان الجمجمة من أصل مكسيكي قديم.

## وصلات خارجية
- الملحق العلمي مجلة العربي الثقافية العدد 42 -نوفمبر 2008 م